# Atletismo nos Jogos Pan-Americanos de 2019 - Lançamento de dardo feminino
A competição do lançamento de dardo feminino foi um dos eventos do atletismo nos Jogos Pan-Americanos de 2019, em Lima, no Peru. A prova foi realizada no dia 9 de agosto.

## Calendário
Horário local (UTC-5).
| Data        | Horário | Fase  |
| ----------- | ------- | ----- |
| 9 de agosto | 15:05   | Final |

## Medalhistas
| Ouro   | USA Kara Winger       |
| Prata  | CAN Elizabeth Gleadle |
| Bronze | USA Ariana Ince       |

## Recordes
Recordes mundial e pan-americano antes da disputa dos Jogos Pan-Americanos de 2019.
| Tipo                             | Atleta            | Marca   | Local     | Data                   |
| -------------------------------- | ----------------- | ------- | --------- | ---------------------- |
|                                  | Barbora Špotáková | 78,28 m | Stuttgart | 13 de setembro de 2008 |
| Recorde dos Jogos Pan-Americanos | Osleidys Menéndez | 65,85 m | Winnipeg  | 25 de julho de 1999    |

## Resultado final
Os resultados foram os seguintes:  
| Posição           | Atleta                     | Nacionalidade      | #1    | #2    | #3    | #4    | #5    | #6    | Resultado | Notas                |
| ----------------- | -------------------------- | ------------------ | ----- | ----- | ----- | ----- | ----- | ----- | --------- | -------------------- |
| Medalha de ouro   | Kara Winger                | USA Estados Unidos | 63.31 | 64.92 | 62.78 | 63.23 | 61.15 | 62.50 | 64.92     | Recorde da temporada |
| Medalha de prata  | Elizabeth Gleadle          | CAN Canadá         | 59.99 | x     | 57.00 | x     | 63.30 | x     | 63.30     |                      |
| Medalha de bronze | Ariana Ince                | USA Estados Unidos | 62.32 | x     | x     | 58.32 | x     | 61.21 | 62.32     |                      |
| 4                 | María Lucelly Murillo      | COL Colômbia       | 52.33 | 55.57 | 52.66 | 57.88 | 59.69 | x     | 59.69     |                      |
| 5                 | Laila Domingos             | BRA Brasil         | 59.15 | 54.11 | 55.71 | 56.33 | 56.90 | 57.92 | 59.15     | Recorde da temporada |
| 6                 | Flor Ruiz                  | COL Colômbia       | 56.90 | 46.67 | –     | –     | –     | –     | 56.90     |                      |
| 7                 | Juleisy Ángulo             | ECU Equador        | 55.45 | x     | 55.13 | 56.51 | 53.76 | 55.18 | 56.51     |                      |
| 8                 | Melissa Hernández Cárdenas | CUB Cuba           | x     | 51.51 | 56.20 | 50.99 | 55.44 | 51.11 | 56.20     | Recorde pessoal      |
| 9                 | Laura Paredes              | PAR Paraguai       | 54.16 | 52.21 | 53.47 |       |       |       | 54.16     |                      |
| 10                | María Ríos                 | CHI Chile          | 51.81 | 49.65 | 53.66 |       |       |       | 53.66     |                      |
| 11                | Coraly Ortiz               | PUR Porto Rico     | x     | 51.74 | x     |       |       |       | 51.74     |                      |
| 12                | Rafaela Torres             | BRA Brasil         | 50.59 | x     | 50.12 |       |       |       | 50.59     |                      |
| 13                | Mailen Brooks              | CUB Cuba           | 49.52 | x     | 43.37 |       |       |       | 49.52     |                      |
| 14                | Dalila Rugama              | NCA Nicarágua      | 46.88 | 47.66 | 44.53 |       |       |       | 47.66     |                      |

Legenda
| Recorde mundial                  | Recorde mundial (World record)               |                       | Recorde africano                      | Recorde africano (African) |                                           | Q | Classificado por posição (Qualified) |
| Recorde dos Jogos Pan-Americanos | Recorde pan-americano (Pan-American record)  | Recorde da América    | Recorde da América (Americas)         | q                          | Classificado por melhor tempo (Qualified) |   |                                      |
| Melhor marca do ano              | Melhor marca do ano (World leading)          | Recorde asiático      | Recorde asiático (Asian)              | DNS                        | Não largou (Did not start)                |   |                                      |
| Recorde nacional                 | Recorde nacional (National record)           | Recorde europeu       | Recorde europeu (European)            | DNF                        | Não terminou (Did not finish)             |   |                                      |
| Recorde pessoal                  | Recorde pessoal do atleta (Personal best)    | Recorde da Oceania    | Recorde da Oceania (Oceania)          | DSQ / DQ                   | Desclassificado (Disqualified)            |   |                                      |
| Recorde da temporada             | Recorde da temporada do atleta (Season best) | Recorde sul-americano | Recorde sul-americano (South America) | NM                         | Sem marca (No mark)                       |   |                                      |